# Cái chết và quốc tang Fidel Castro
Cựu Tổng bí thư kiêm Chủ tịch nước Cuba, Fidel Castro qua đời vì tuổi già hồi 22:29 (CST) vào tối ngày 25 tháng 11 năm 2016, không lâu sau lễ mừng thượng thọ và tiệc sinh nhật 90 tuổi. Em trai của ông, Chủ tịch nước Cuba, Raúl Castro, đã thông báo về anh trai mình qua đời trên truyền hình nhà nước Cuba. Có nhiều phản ứng quốc tế khác nhau sau khi ông qua đời, đặc biệt là trên Twitter. Hầu hết các phản ứng đều ca ngợi ông, với một số ngoại lệ của các quan chức chính phủ ở Đan Mạch, Pháp, Đức, New Zealand, Vương quốc Anh và cơ quan lập pháp tại Hoa Kỳ. Nhiều người Mỹ gốc Cuba lưu vong ở Miami, Florida tổ chức mừng nhân dịp này.

## Các quan chức nước ngoài tham dự tang lễ nhà nước
Bolivia sắc lệnh bảy ngày quốc tang; Algeria tuyên bố tám ngày để tang, Nicaragua sắc lệnh chín ngày quốc tang; Bắc Triều Tiên tuyên bố một thời gian để tang ba ngày; Guinea Xích đạo ra lệnh ba ngày quốc tang. Venezuela ra lệnh ba ngày quốc tang. Việt Nam quyết định để quốc tang 1 ngày.
Hầu hết các quốc gia phái các phái đoàn dẫn đầu bởi các quan chức cao hoặc trung cấp đến đám tang trong khi một số nước Mỹ Latin đang gửi các quan chức cấp cao. 
| Nguyên thủ quốc gia và người đứng đầu chính phủ | | |
| Antigua và Barbuda                              | Thủ tướng | Gaston Browne                                                                                            |
| Bahamas                                         | Thủ tướng | Perry Christie                                                                                           |
| Bolivia                                         | Tổng thống | Evo Morales                                                                                              |
| Canada                                          | Toàn quyền | David Johnston                                                                                           |
| Cabo Verde                                      | Tổng thống | Jorge Carlos Fonseca                                                                                     |
| Colombia                                        | Tổng thống | Juan Manuel Santos                                                                                       |
| Dominica                                        | Thủ tướng | Roosevelt Skerrit                                                                                        |
| Ecuador                                         | Tổng thống | Rafael Correa                                                                                            |
| El Salvador                                     | Tổng thống | Salvador Sánchez Cerén                                                                                   |
| Guinea Xích Đạo                                 | Tổng thống | Teodoro Obiang Nguema Mbasogo                                                                            |
| Hy Lạp                                          | Thủ tướng | Alexis Tsipras                                                                                           |
| Honduras                                        | Tổng thống | Juan Orlando Hernández                                                                                   |
| México                                          | Tổng thống | Enrique Peña Nieto                                                                                       |
| Namibia                                         | Tổng thống | Hage Geingob                                                                                             |
| Nicaragua                                       | Tổng thống | Daniel Ortega                                                                                            |
| Panama                                          | Tổng thống | Juan Carlos Varela                                                                                       |
| Saint Lucia                                     | Thủ tướng | Allen Chastanet                                                                                          |
| Saint Vincent và Grenadines                     | Prime Minister | Ralph Gonsalves                                                                                          |
| Nam Phi                                         | Tổng thống | Jacob Zuma                                                                                               |
| Suriname                                        | Tổng thống | Dési Bouterse                                                                                            |
| Uganda                                          | Thủ tướng | Ruhakana Rugunda                                                                                         |
| Venezuela                                       | Tổng thống | Nicolás Maduro                                                                                           |
| Zimbabwe                                        | Tổng thống | Robert Mugabe                                                                                            |
| Các đại diện chính quyền và khác                | | |
| Argentina                                       | Ngoại trưởng | Susana Malcorra                                                                                          |
| Cabo Verde                                      | Bộ trưởng văn hóa | Abraão Vicente                                                                                           |
| Trung Quốc                                      | Phó chủ tịch nước | Lý Nguyên Triều                                                                                          |
| Chile                                           | Chủ tịch Thượng viện Chủ tịch Hạ viện Bộ trưởng phát triển xã hội                                                        | Ricardo Lagos Weber Osvaldo Andrade Marcos Barraza                                                       |
| Pháp                                            | Minister of Ecology Presidential envoy for Latin America                                                                 | Ségolène Royal Jean-Pierre Bel                                                                           |
| Đức                                             | Cựu thủ tướng | Gerhard Schröder                                                                                         |
| Ấn Độ                                           | Bộ trưởng nội vụ Lok Sabha Deputy Speaker BJP MP INC MP CPI (M) General-Secetary CPI Secretary BJD MP Samajwadi Party MP | Rajnath Singh M. Thambidurai Ramen Deka Anand Sharma Sitaram Yechury D. Raja Jhina Hikaka Javed Ali Khan |
| Ireland                                         | Ambassador to Mexico Sinn Féin TD                                                                                        | Sonja Hyland Gerry Adams                                                                                 |
| Nhật Bản                                        | Member of the House of Representatives                                                                                   | Keiji Furuya                                                                                             |
| CHDCND Triều Tiên                               | Member of the Politburo Presidium                                                                                        | Choe Ryong-hae                                                                                           |
| Bồ Đào Nha                                      | Trợ lý bộ trưởng | Eduardo Cabrita                                                                                          |
| Nga                                             | Chủ tịch Duma Quốc gia Phó thủ tướng                                                                                     | Vyacheslav Volodin Dmitry Rogozin                                                                        |
| Tây Ban Nha                                     | Cựu quốc vương | Juan Carlos I of Spain                                                                                   |
| Anh Quốc                                        | Minister of State for Europe and the Americas Leader of the Opposition (Labour) Shadow Foreign Secretary                 | Alan Duncan Jeremy Corbyn Emily Thornberry                                                               |
| Hoa Kỳ                                          | Deputy National Security Adviser Ambassador                                                                              | Ben Rhodes Jeffrey DeLaurentis                                                                           |
| Việt Nam                                        | Chủ tịch Quốc hội | Nguyễn Thị Kim Ngân                                                                                      |